# Tytoń leśny
Tytoń leśny (Nicotiana sylvestris) – gatunek rośliny zielnej z rodziny psiankowatych. Pochodzi z Ameryki Południowej.

## Morfologia
PokrójWzniesiona kępa, wysokość 100-150 cm.
KwiatyBiałe, rurkowate, zebrane w luźne baldachogrona.
LiścieDuże, podłużne, średnio zielone.